# 발터 (기업)
카를 발터(Carl Walther GmbH) 또는 간단히 발터(Walther)는 독일의 무기 제조사이자 PW그룹의 자회사이다. 카를 발터에 의해 1886년 설립된 이 기업은 100년 넘게 독일의 자체 시설에서 화기, 공기총을 제조해왔다. 월터 암스(Walther Arms, Inc.)는 아칸소주 포트스미스에 위치한 미국의 발터 사업부이다.

## 제품

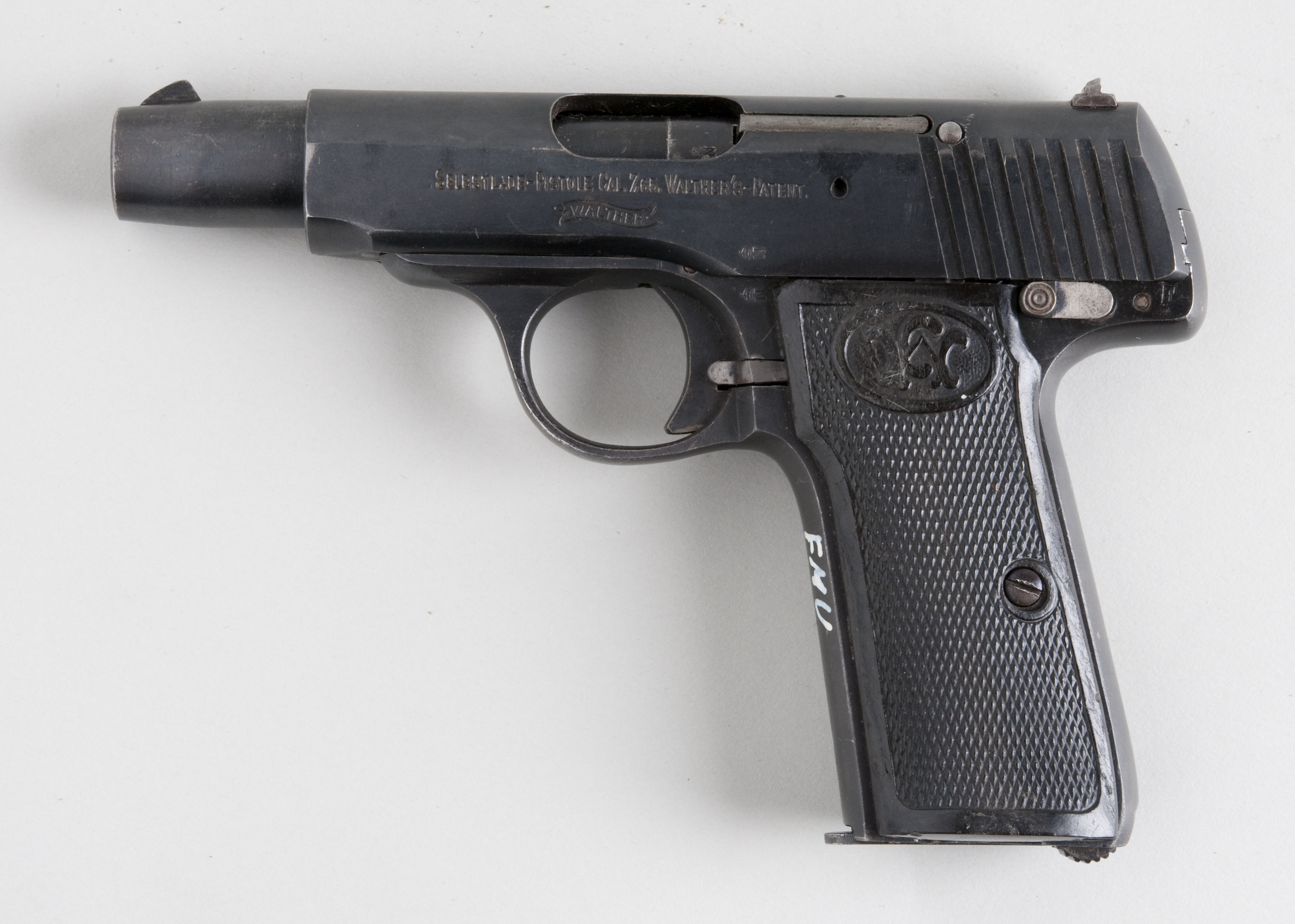
발터 모델 4, 7.65mm / .32 ACP

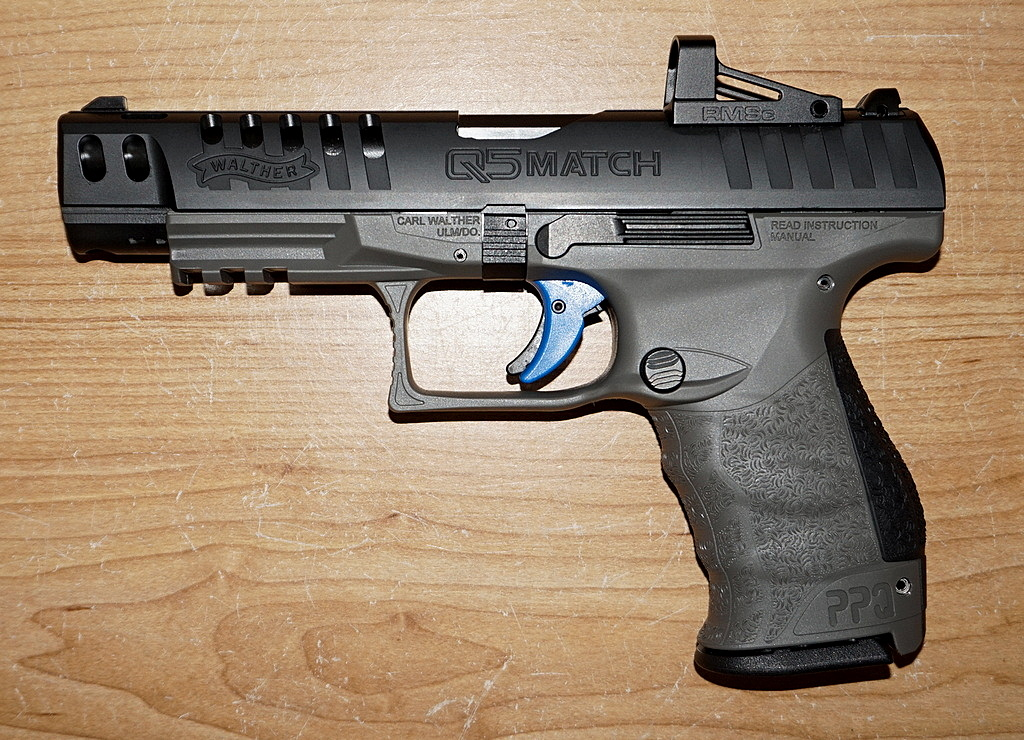
발터 PPQ Q5

### 권총
- 발터 OSP
- 발터 GSP
- 발터 SSP
- 발터 올림피아
- 발터 SP22
- 발터 모델 4
- 발터 모델 8
- 발터 모델 9
- 발터 PP
- 발터 PPK
- 발터 P38
- 발터 TPH
- 발터 P1
- 발터 P4
- 발터 P5
- 발터 P88/Compact
- 발터 P99
- 발터 P22
- 발터 PDP
- 발터 PPS
- 발터 PK380
- 발터 PPQ
- 발터 Creed
- 발터 Q5 Match
- 발터 PPX
- 발터 CCP
- 발터 FP60
- 발터 Q4 SF
- 발터 WMP

### 기타
- 발터 MPK/MPL
- 발터 자동 산탄총
- 발터 LGR
- 발터 LG300
- 발터 LG400
- Gewehr 41
- Gewehr 43
- MKb 42(W)
- 발터 G22
- 발터 WA 2000